# سایمون ام. کربی
سایمون ام. کربی (انگلیسی: Simon M. Kirby؛ زادهٔ ۲۹ آوریل ۱۹۷۰) دانشمند علوم شناختی است. دارای کرسی تکامل زبان در دانشگاه ادینبرو بود، جایی که خود او مدیر دانشکده تحصیلات تکمیلی، و مدیر برنامه برای کارشناسی ارشد در تکامل زبان و شناخت بود.
وی همچنین برندهٔ جوایزی همچون عضو آکادمی بریتانیا شده‌است.